# Gyraulus mauritianus
Gyraulus mauritianus е вид коремоного от семейство Planorbidae. Видът е световно застрашен, със статут Уязвим.

## Разпространение
Видът е ендемичен за Мавриций.